# 布朗尼 (肯塔基州)
布朗尼（英語：Brownie）是位於美國肯塔基州穆倫貝爾格縣的一個非建制地區。

## 地理
布朗尼所處的海拔為高於海平面370米（即1214英呎），而該地所採用的時區為UTC-6，即北美中部時區（CST）。同時該地設有夏令時間，為UTC-6調快一小時，即UTC-5（CDT）。